# Cincșor, Brașov
Cincșor, mai demult Cincu Mic (în dialectul săsesc Kli-Schink, Klišink, în germană Kleinschenk, în maghiară Kissink, în latină Parvum Promontorium) este un sat în comuna Voila din județul Brașov, Transilvania, România. Se află în partea de vest a județului, la contactul Podișului Hârtibaciului cu Depresiunea Făgărașului.

## Biserica fortificată
Biserica prezentând un turn la vest este ridicată în 1427. La jumătatea secolului al XV-lea este ridicată prima incintă și este adăugat un etaj de apărare deasupra corului. Acesta prezintă o galerie scoasă în exterior, rezolvarea fiind este de tip hourds, varianta în demiboisage consistând într-o structură de susținere din lemn completată cu paiantă .

## Personalități
- Andreas Birkner (n. 1911, Cincșor, comitatul Făgăraș – d. 1998, Germania), scriitor de limba germană.

## Galerie de imagini

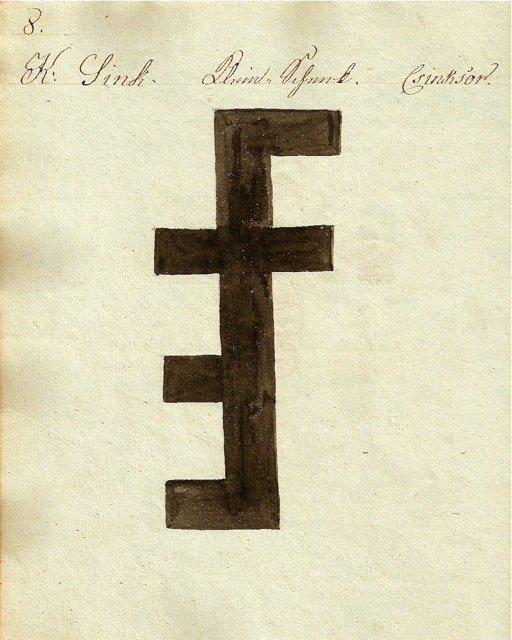
1826 - Danga pentru vite
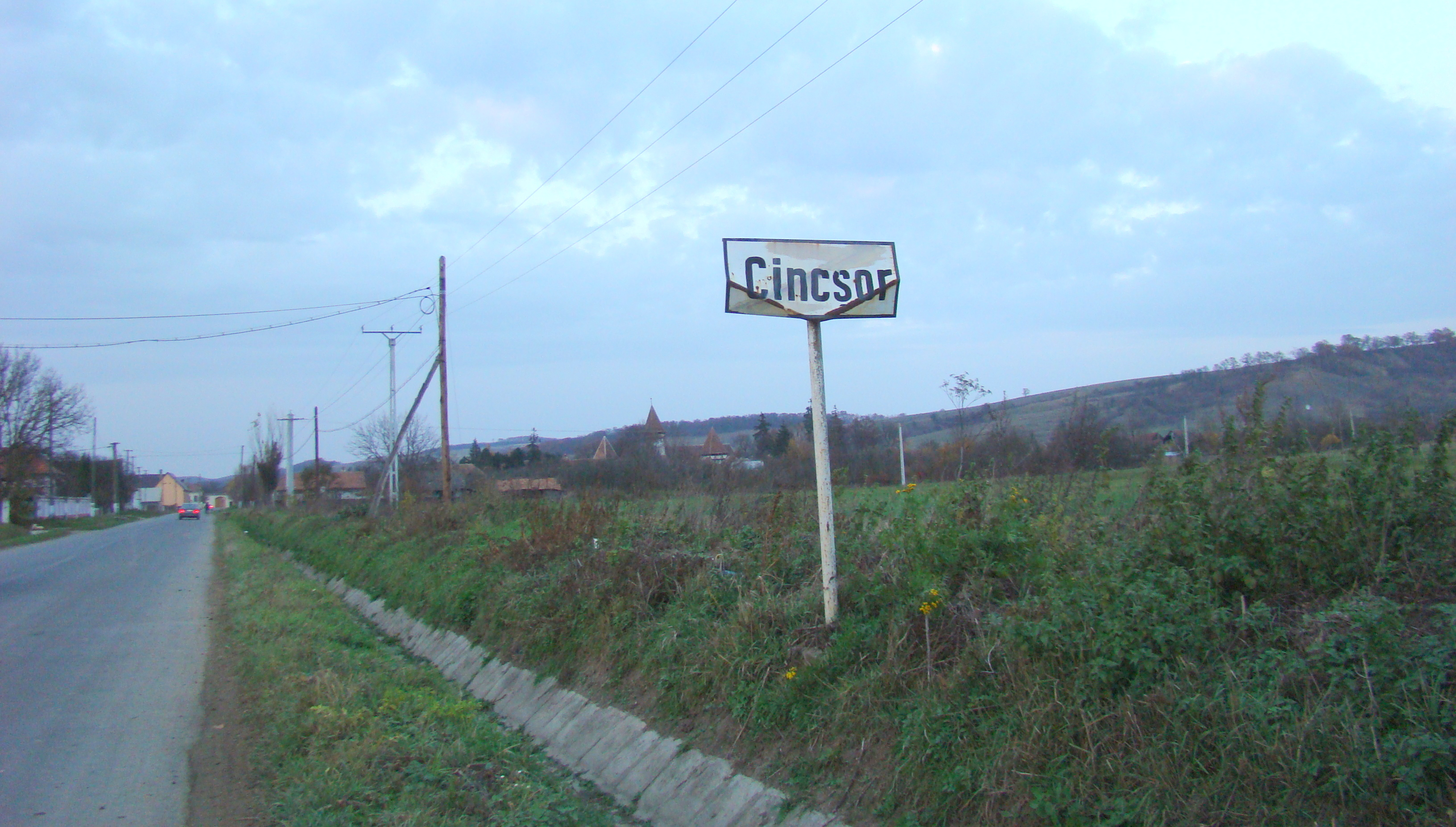
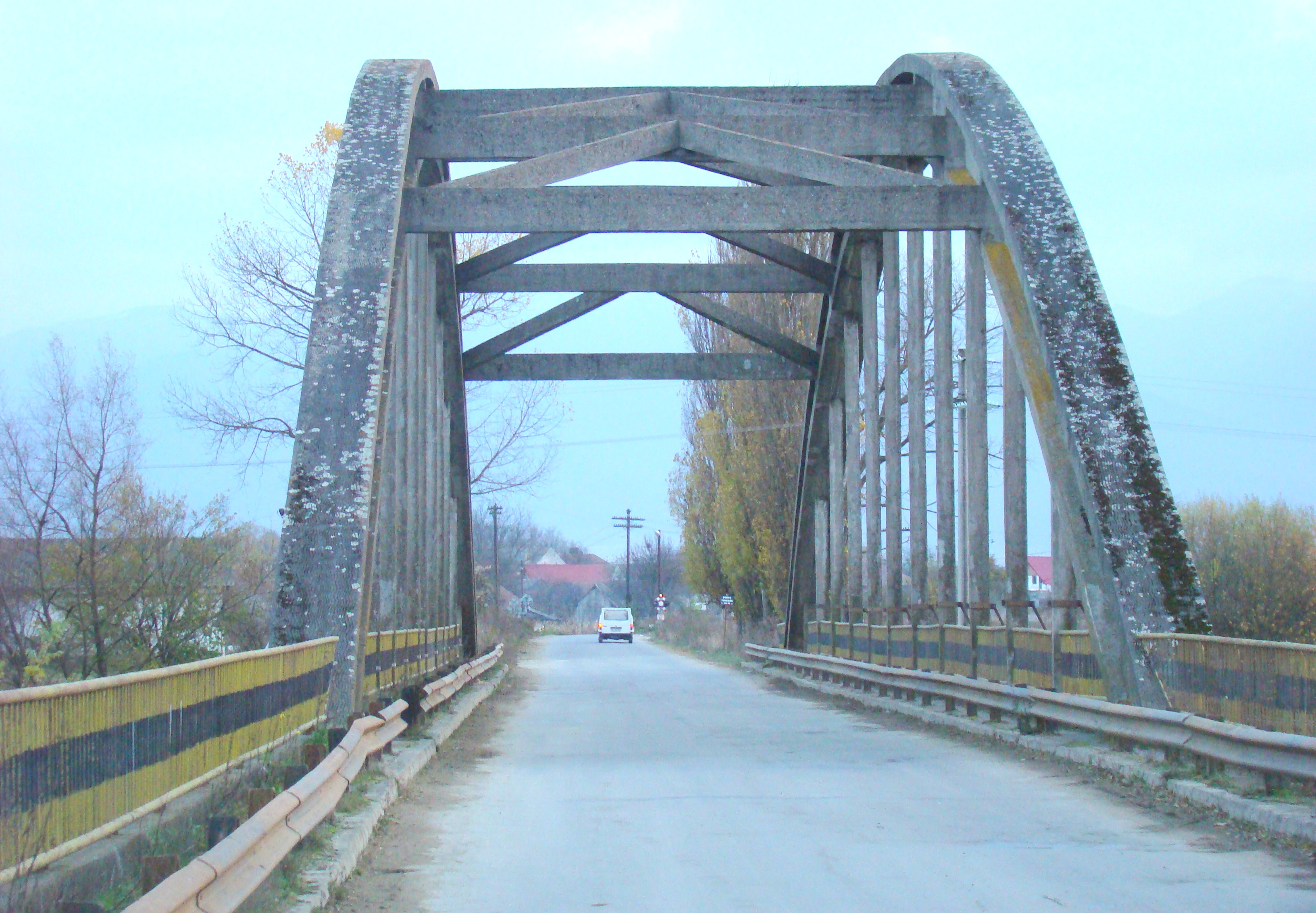
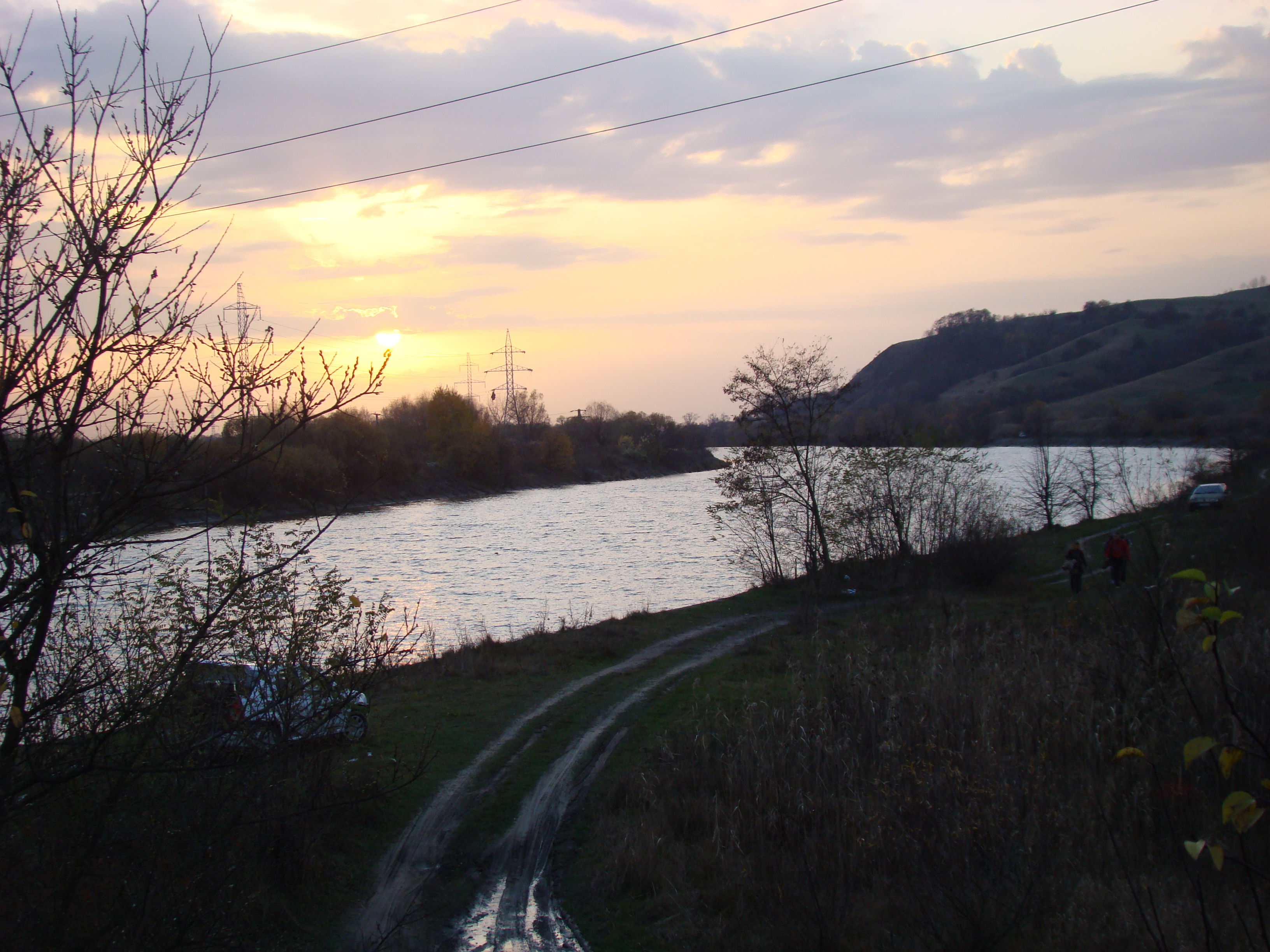
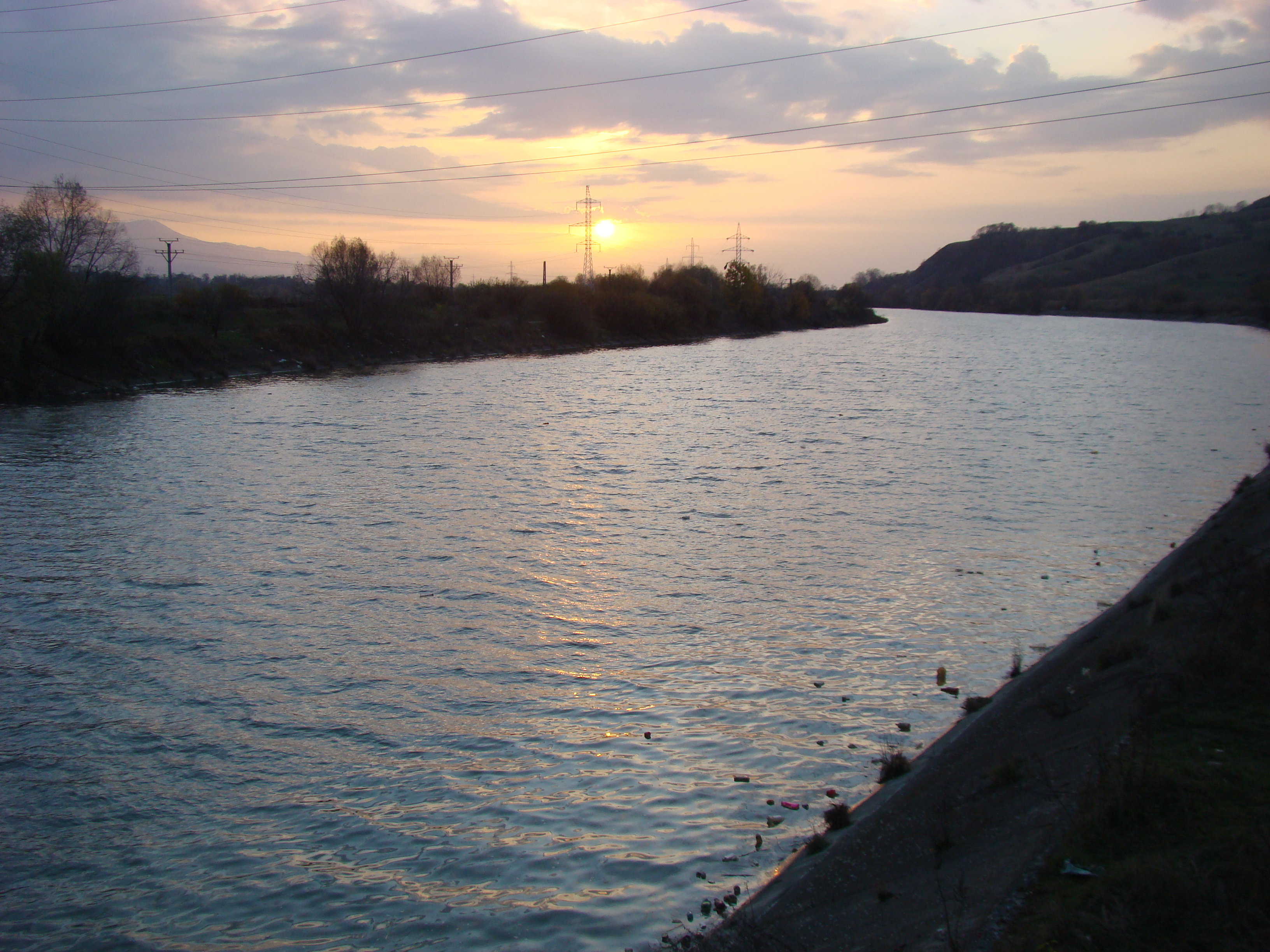
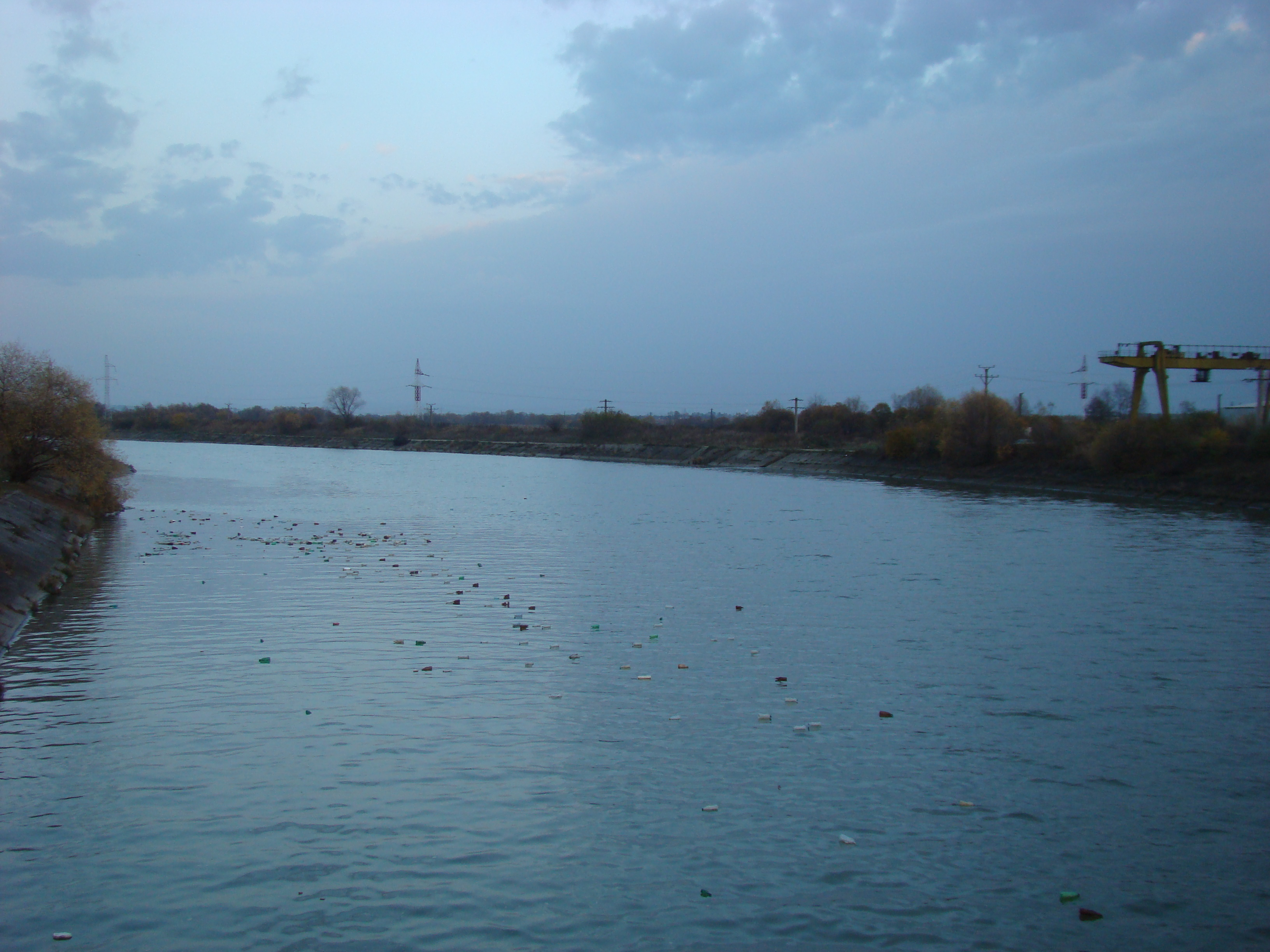
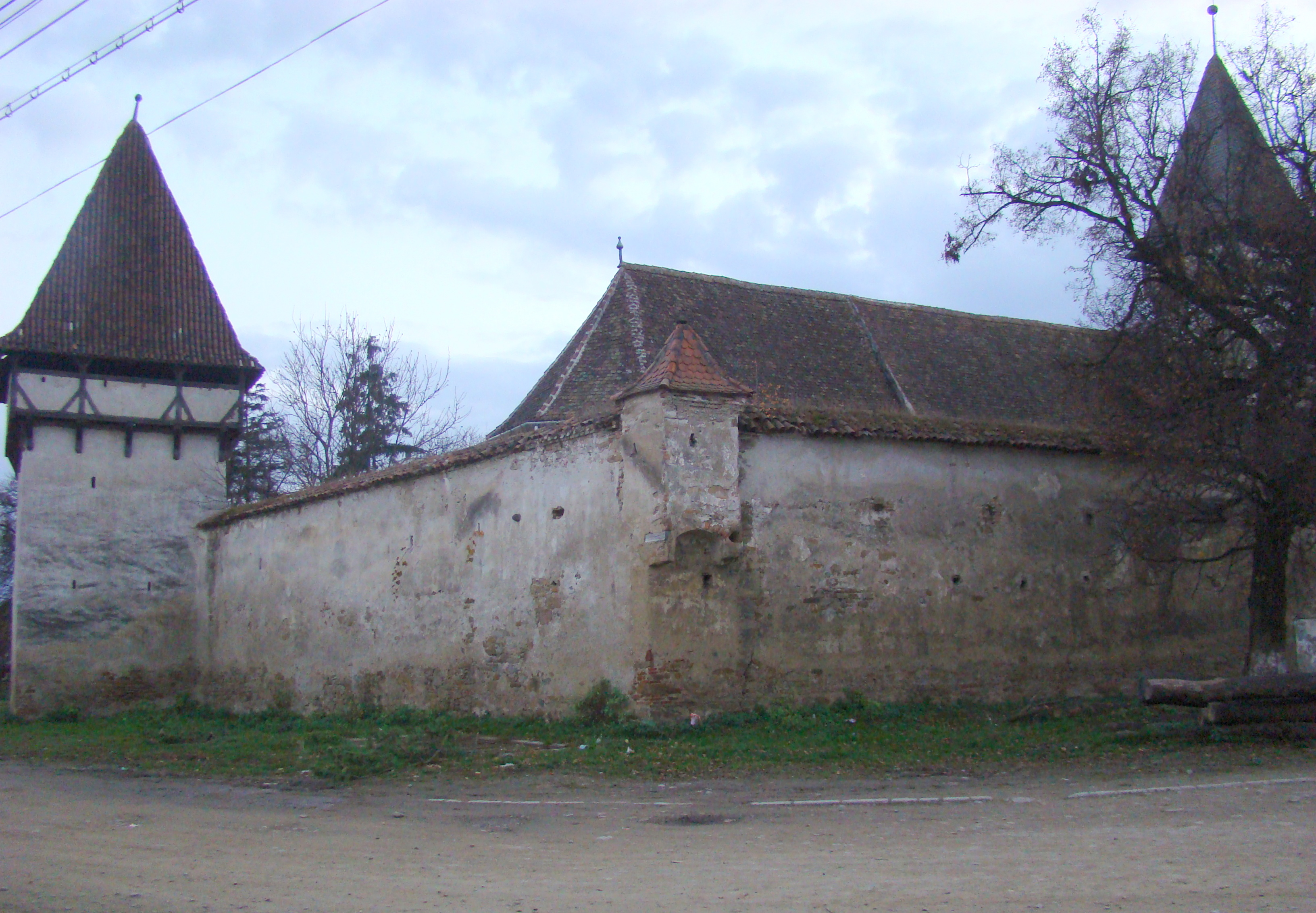
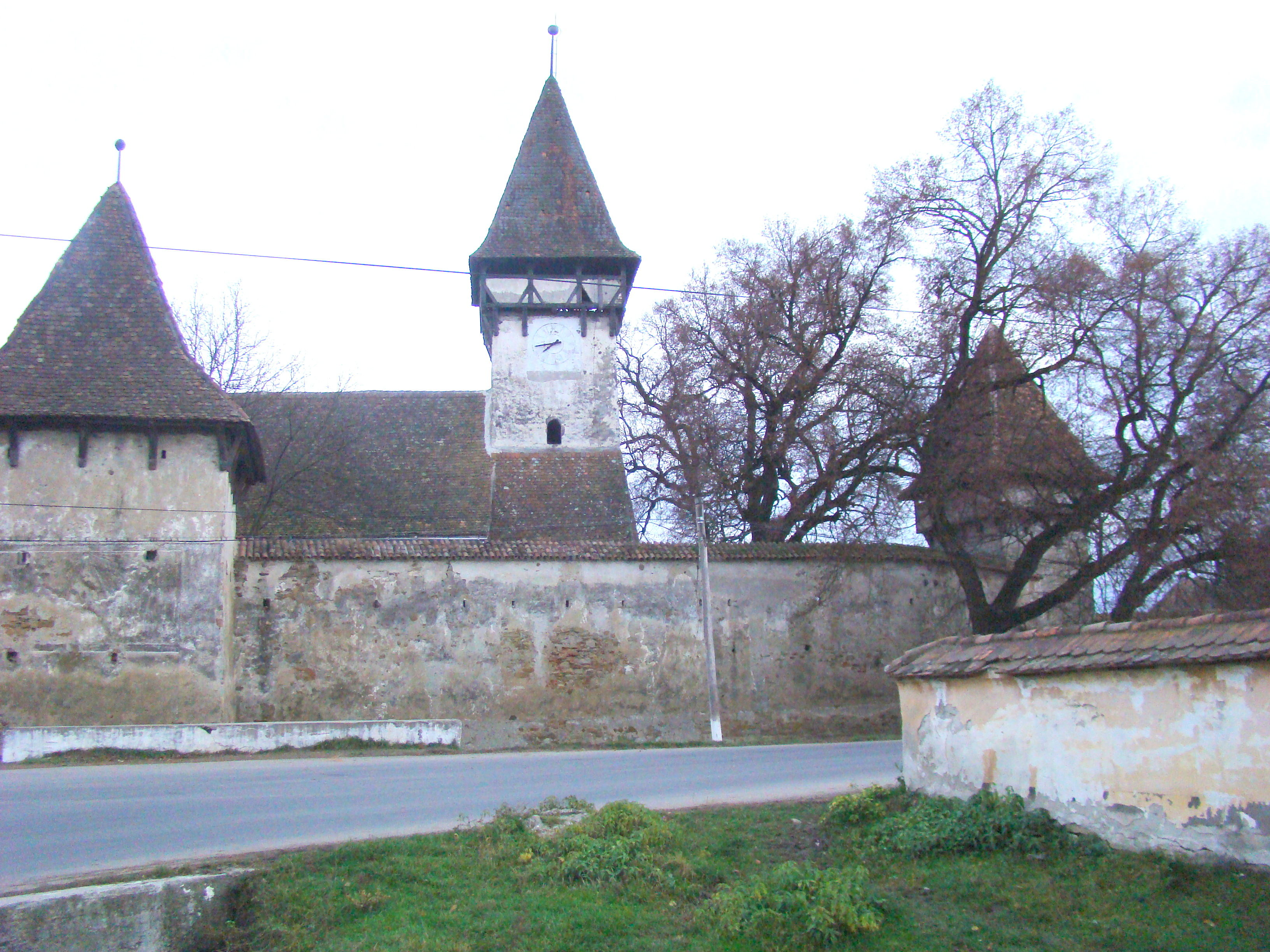
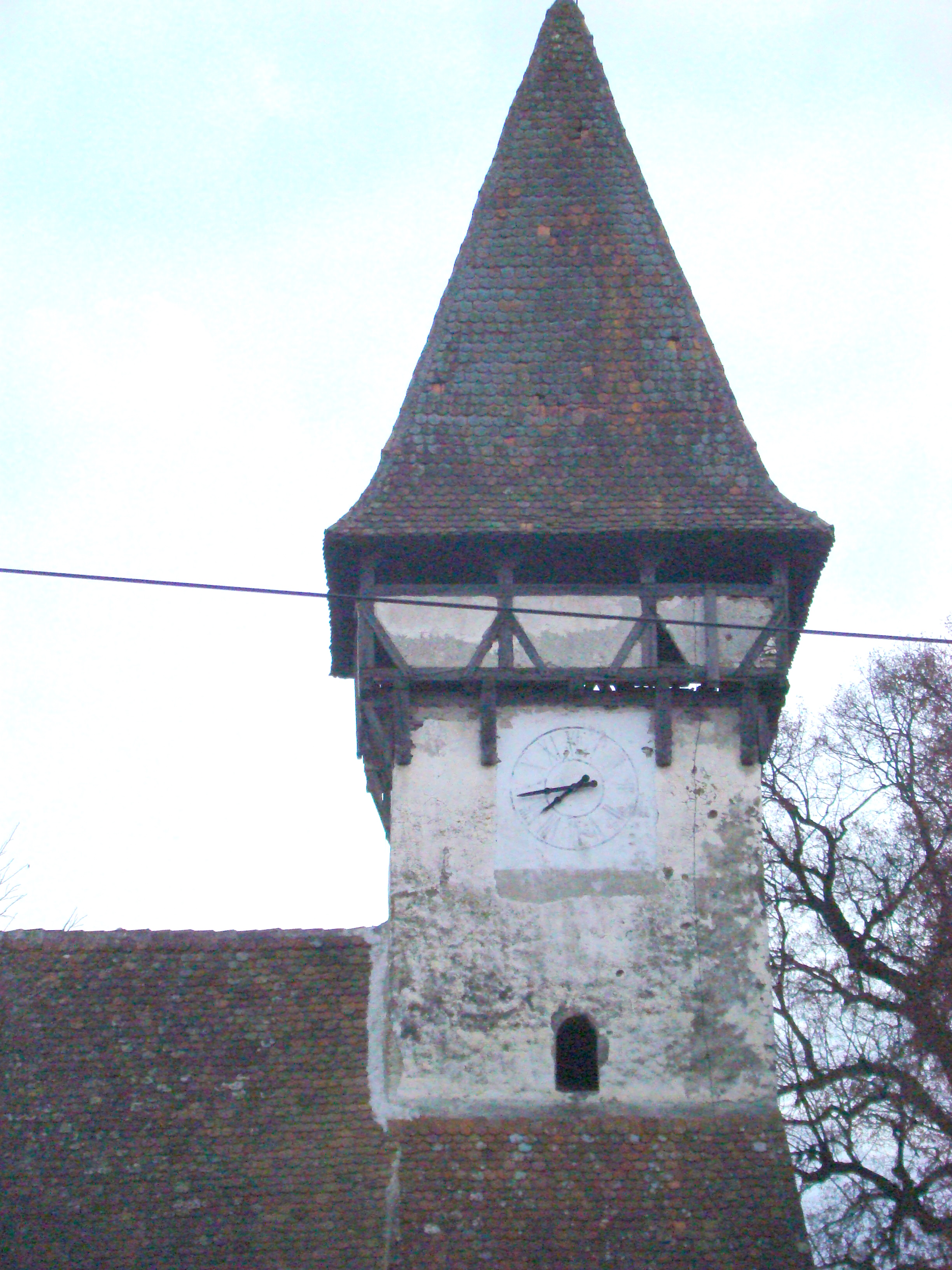
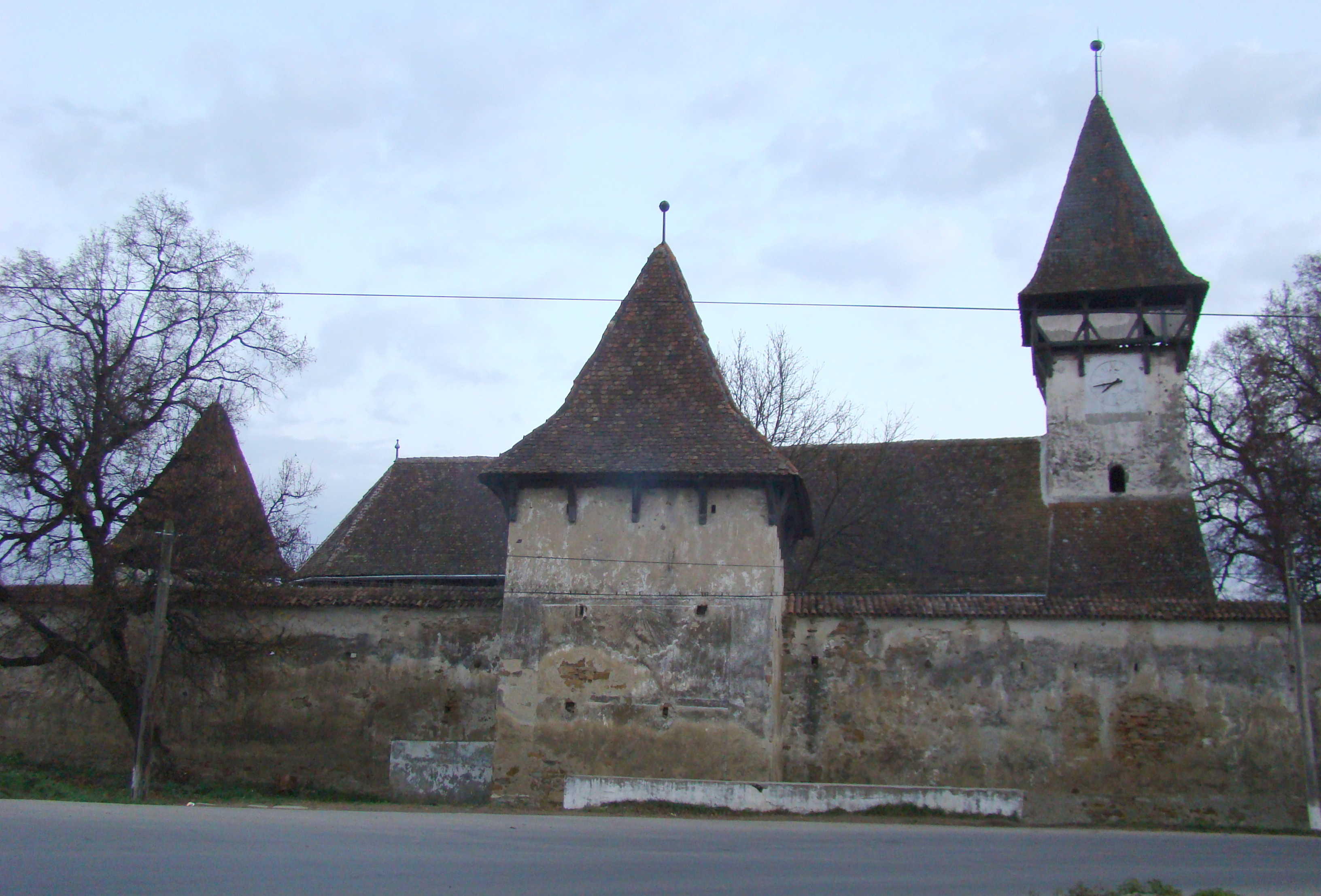
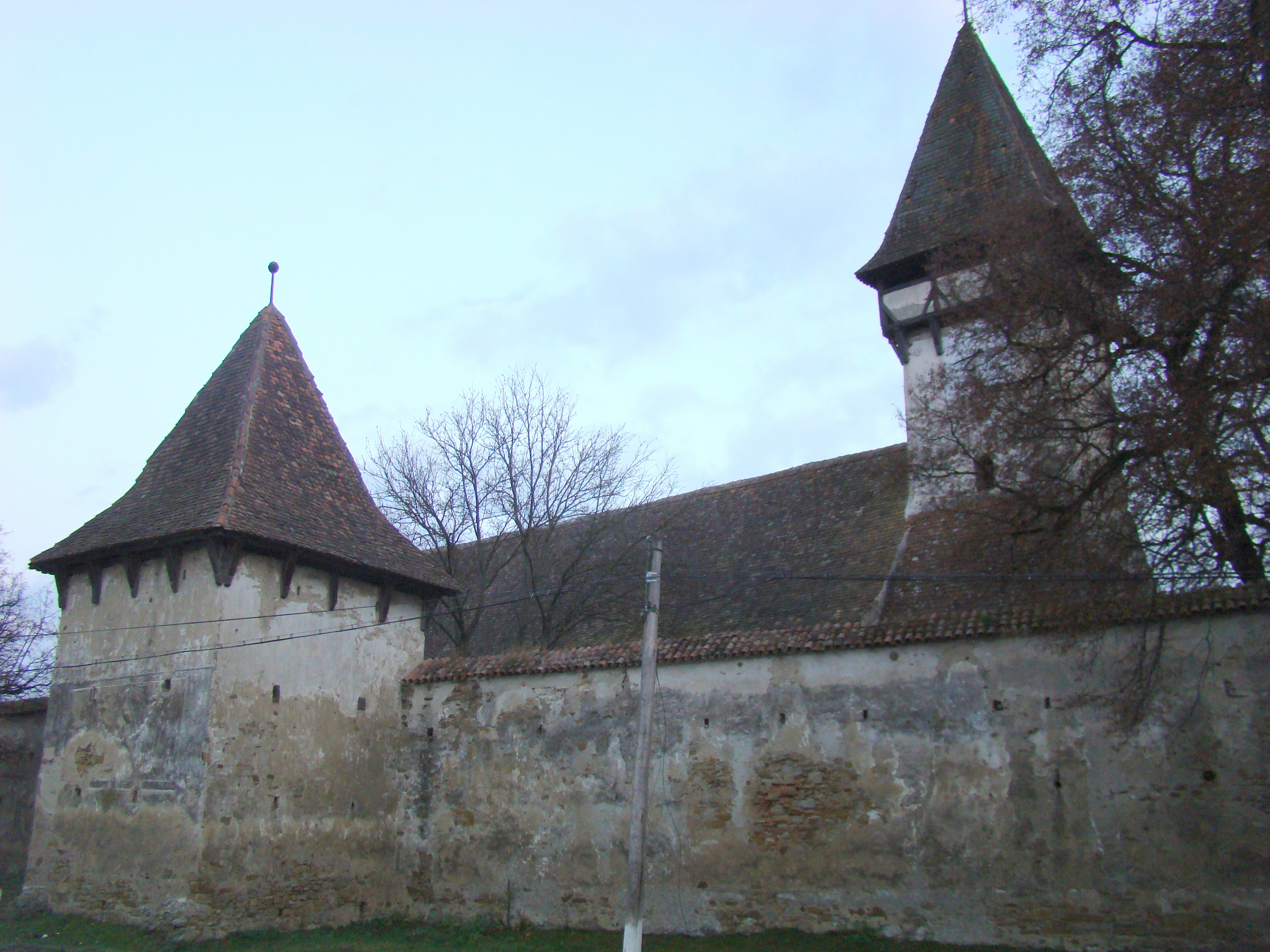
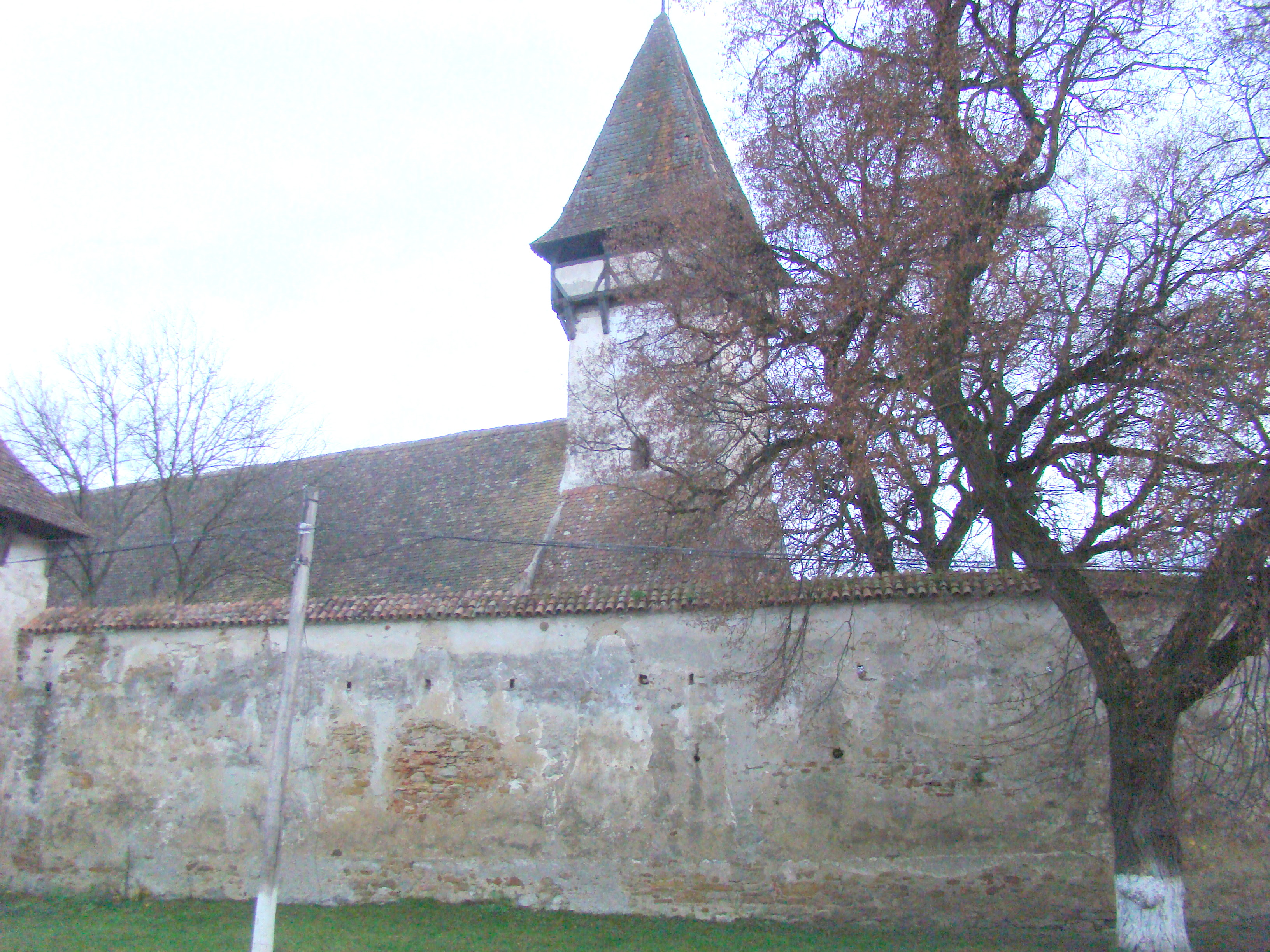
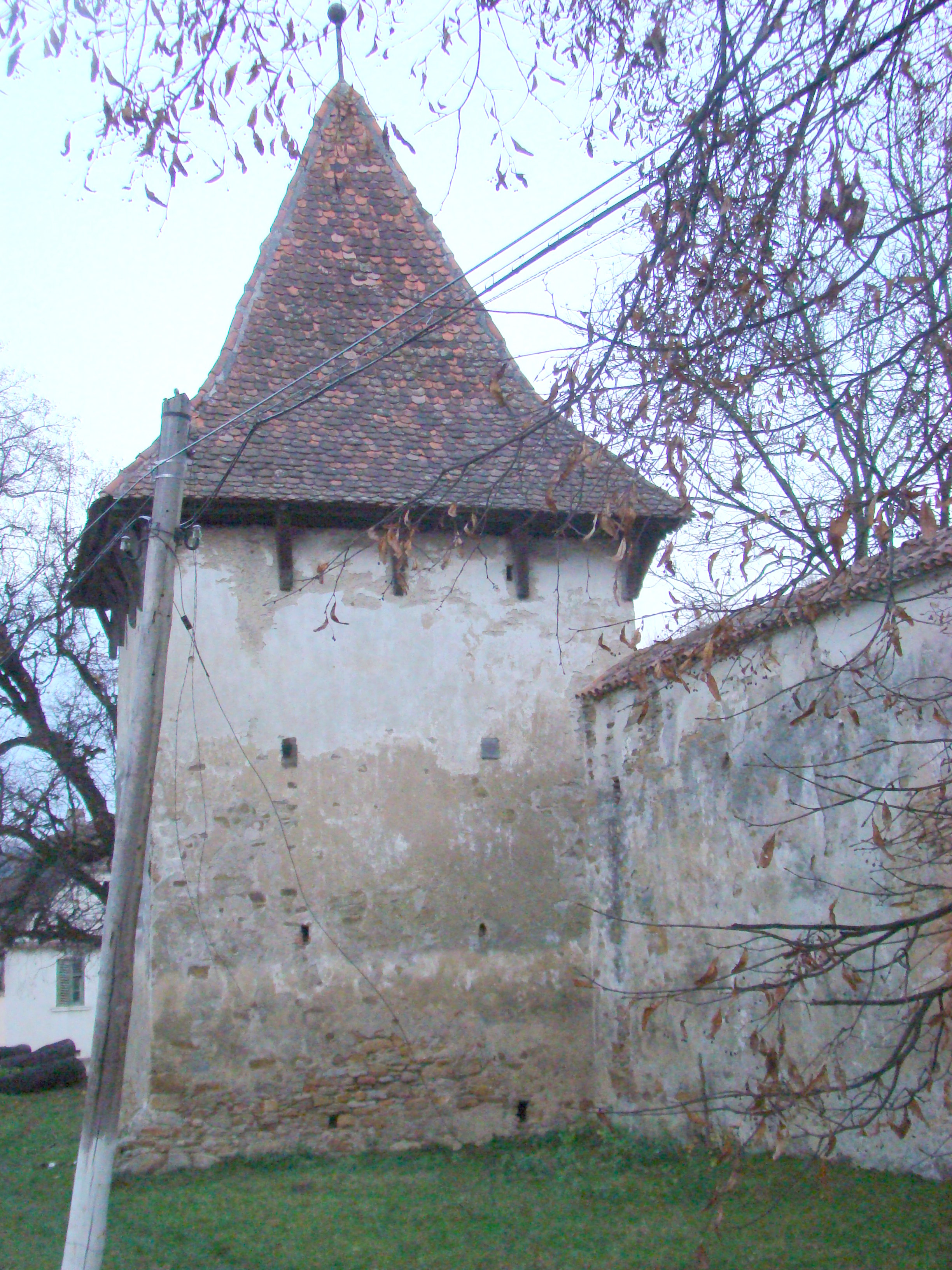
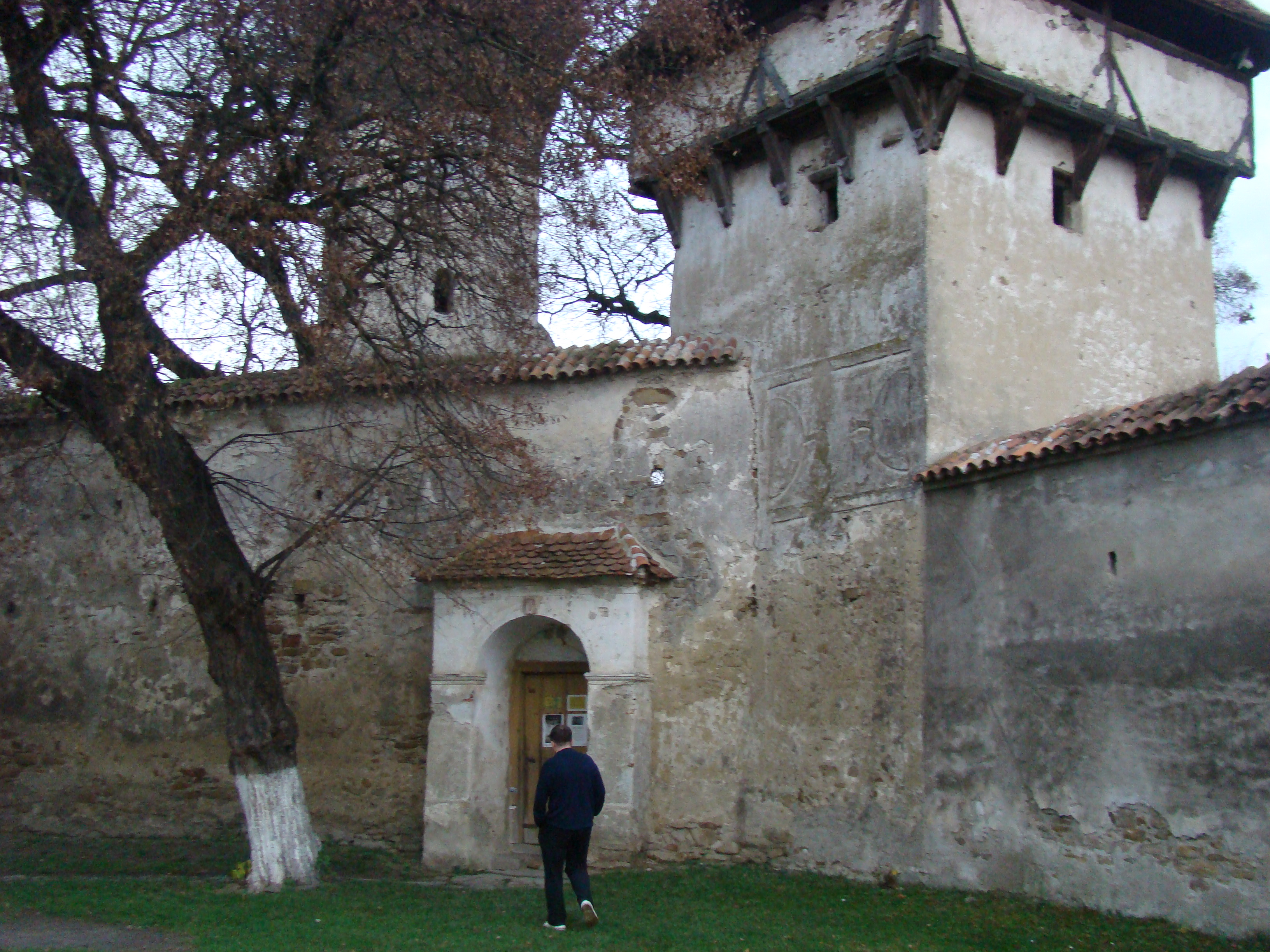
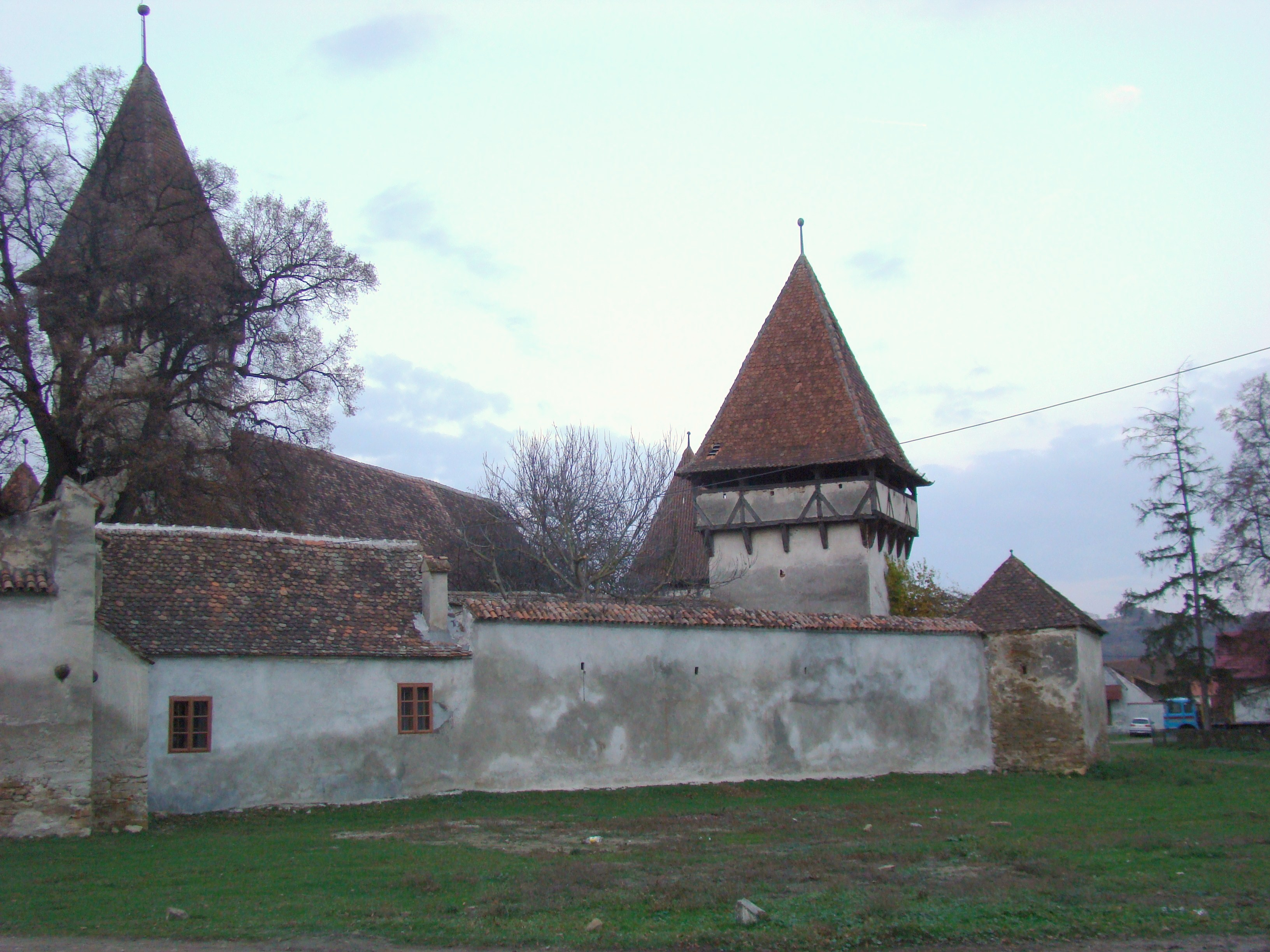
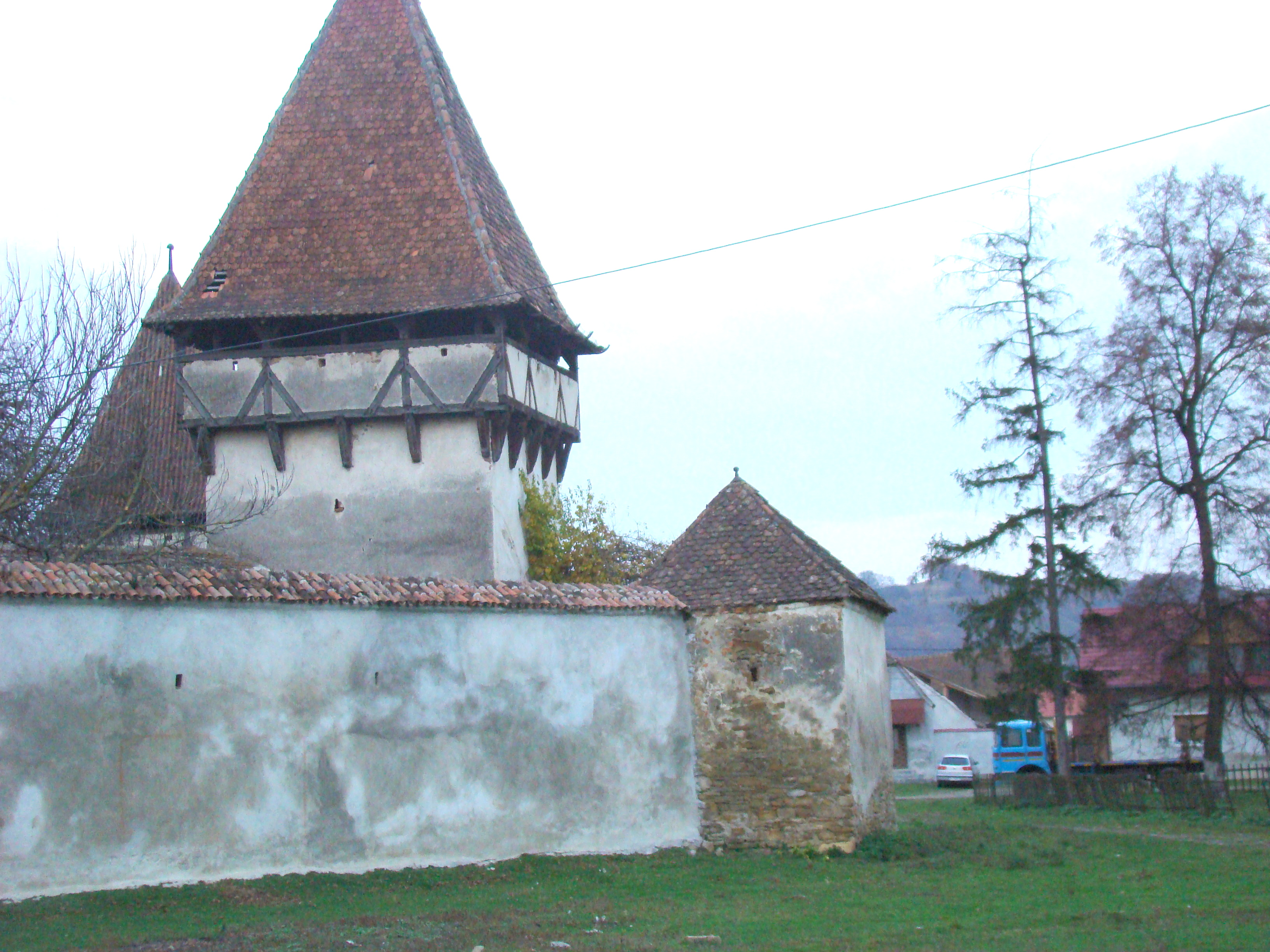
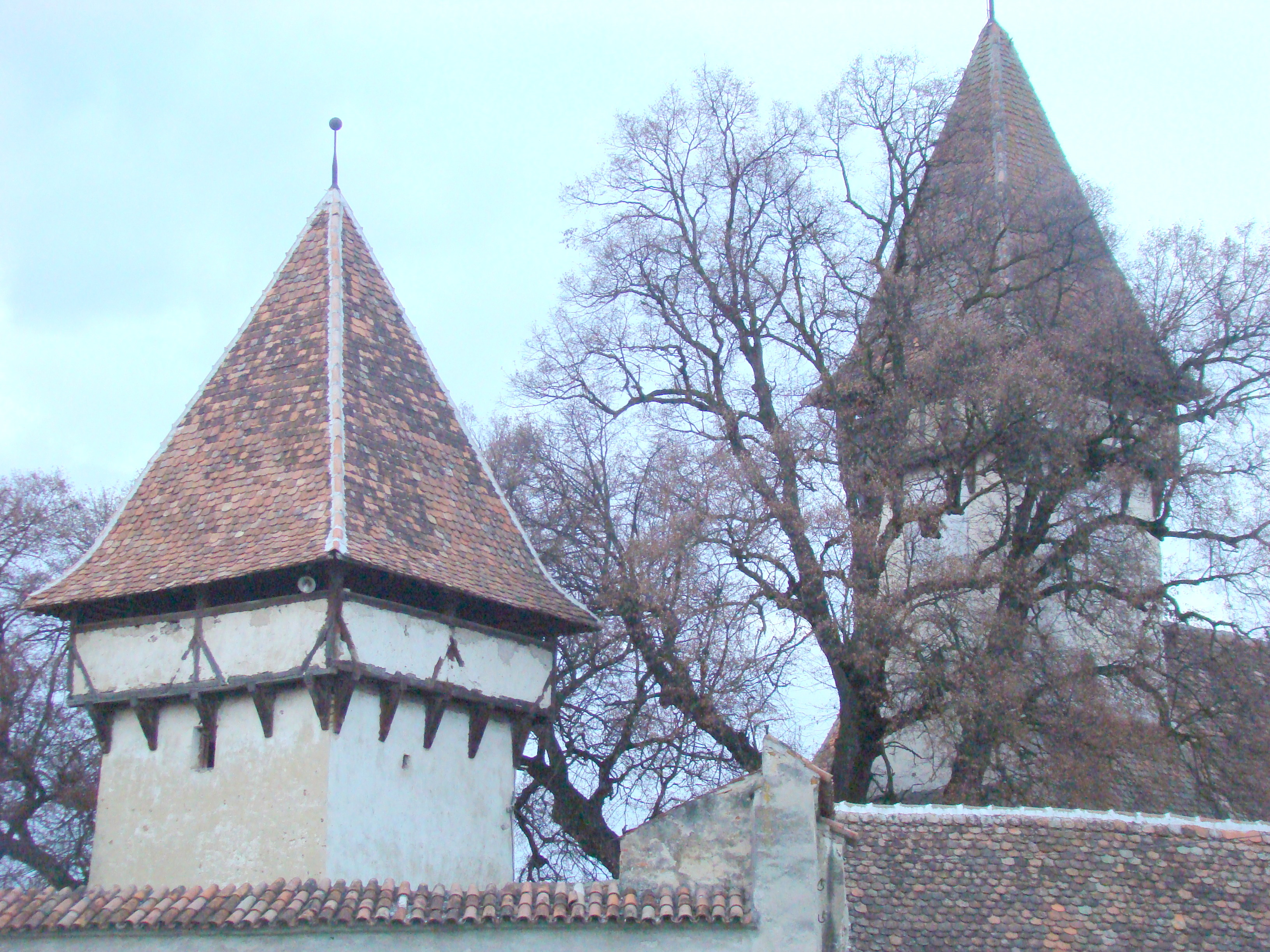
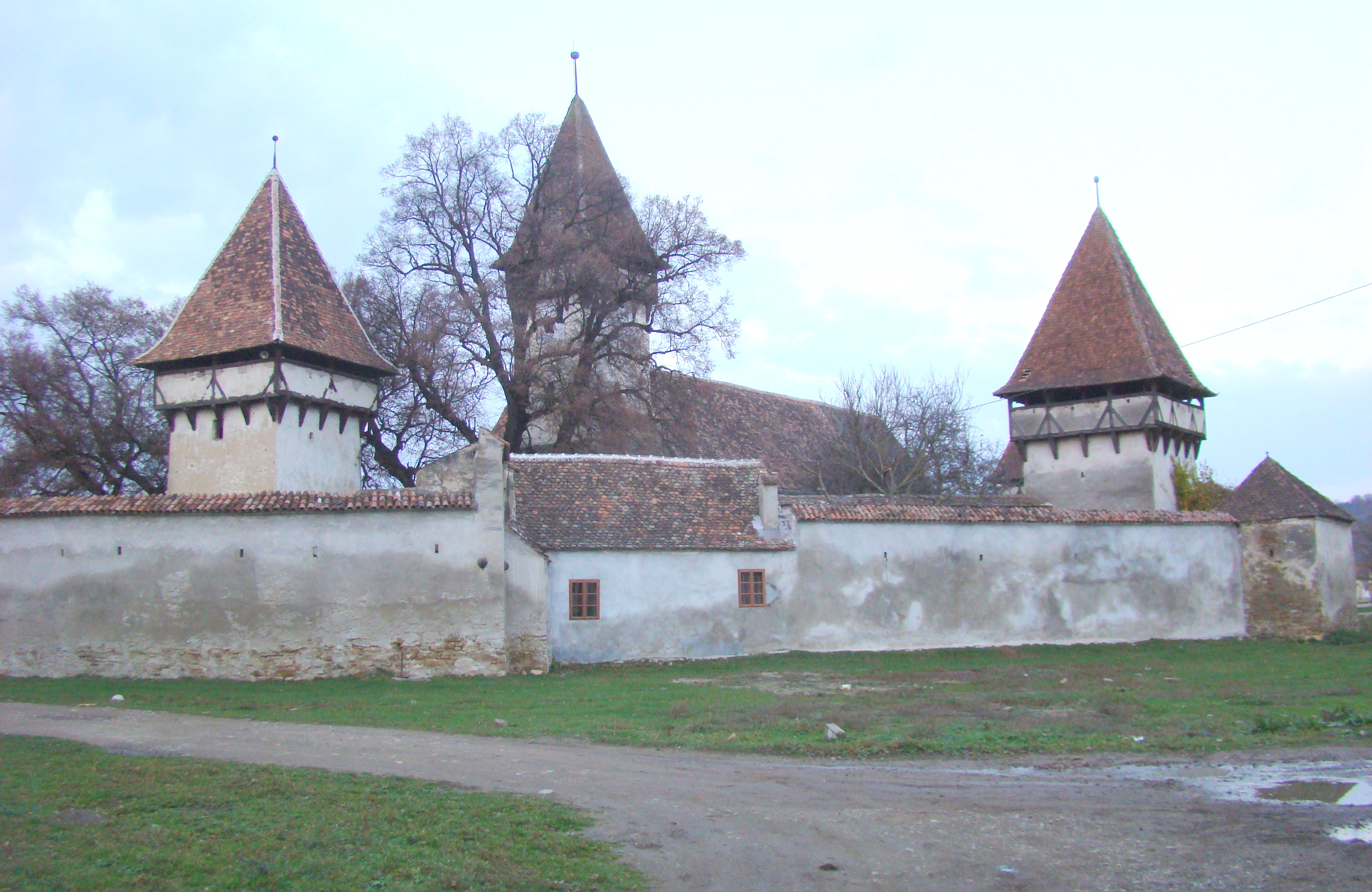
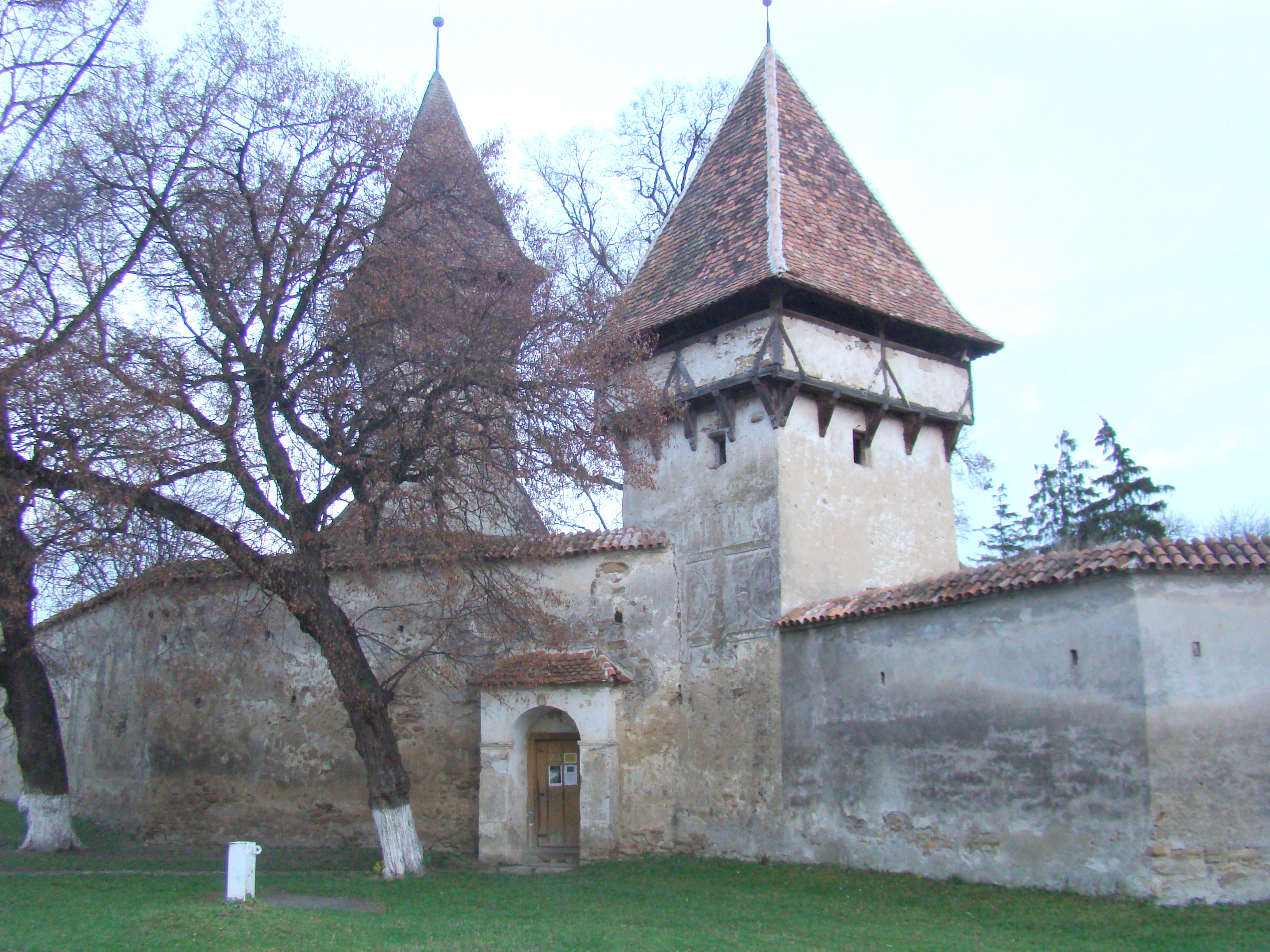